# Liste der Monuments historiques in Guipry-Messac
Die Liste der Monuments historiques in Guipry-Messac führt die Monuments historiques in der französischen Gemeinde Guipry-Messac auf.

## Liste der Bauwerke

### Guipry
| Bezeichnung        | Beschreibung | Standort | Kennzeichnung | Schutzstatus | Datum | Bild |
| ------------------ | ------------ | -------- | ------------- | ------------ | ----- | ---- |
| Château des Champs | Schloss      | (Lage)   | PA00090598    | Inscrit      | 1966  |      |

### Messac
| Bezeichnung            | Beschreibung | Standort | Kennzeichnung | Schutzstatus | Datum | Bild |
| ---------------------- | ------------ | -------- | ------------- | ------------ | ----- | ---- |
| Temple de la Coëfferie |              | (Lage)   | PA00090629    | Inscrit      | 1981  |      |

## Liste der Objekte
- Monuments historiques (Objekte) in Guipry-Messac in der Base Palissy des französischen Kultusministeriums